# Villenauxe-la-Petite
Villenauxe-la-Petite è un comune francese di 487 abitanti situato nel dipartimento di Senna e Marna nella regione dell'Île-de-France.

## Società

### Evoluzione demografica
Abitanti censiti